# Systém řízení báze dat

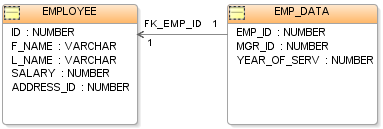
Databázové tabulky. Tabulka "data o zaměstnanci" svázaná s tabulkou "zaměstnanec" cizím klíčem

Systém řízení báze dat (anglicky Database Management System, DBMS) je softwarové vybavení, které zajišťuje práci s databází, tzn. tvoří rozhraní mezi aplikačními programy a uloženými daty. Občas se pojem zaměňuje s pojmem databázový systém. Termín Databázový systém jako celek je považován DBMS dohromady s bází dat.

## Schopnosti
Aby mohl být nějaký programový systém označený za DBMS, musí být jednak schopen efektivně pracovat s velkým množstvím dat, ale také musí být schopný řídit (vkládat, modifikovat, mazat) a definovat strukturu těchto perzistentních dat (čímž se liší od prostého souborového systému).
V současnosti používané databázové systémy mají i mnoho dalších charakteristických vlastností:
- podporu pro definici datových modelů (například relační, logický, objektový)
- správa klíčů: vlastní (interně implementované) indexování, dodržování unikátnosti hodnot ve sloupcích, nad kterými je definován unikátní nebo primární klíč; implementace fulltextového vyhledávání pro fulltextové klíče; implementace cizích klíčů
- využití některého jazyka vyšší úrovně pro manipulaci a definici dat (např. SQL, QBE, datalog, Common English Query) a vyřešení komunikačního kanálu mezi uživatelem či skriptem a DBMS v tomto jazyku,
- autentizaci uživatelů a jejich autorizaci k operacím nad daty (u každého uživatele může být definováno, jaký typ příkazů je oprávněn spouštět)
- správu transakcí, atomicitu jednotlivých příkazů
- robustnost a zotavitelnost po chybách bez ztráty dat
- uložené procedury
- triggery
- integritu dat; například nepovolením vložení duplicitního řádku s unikátním klíčem nebo řádku s hodnotami NULL u sloupců, které NULL být nesmějí
- kanály pro hlášení zpráv po úspěšně vykonaných dotazech, chybových hlášek, varování
- pokročilé funkce jako např. Common Table Expressions, zpožděné zápisy, a jiné
- profilování, statistické informace o běhu dotazů, procesů, přístupu uživatelů atd.

## Seznam systémů řízení báze dat
Následující seznam obsahuje příklady některých systémů řízení báze dat.
- CSQL
- DB2
- FileMaker
- Firebird
- Ingres
- Informix
- MariaDB
- Microsoft Access
- Microsoft SQL Server
- Microsoft Visual FoxPro
- MySQL
- OpenLink Virtuoso
- Oracle
- PostgreSQL
- Progress
- SQLite
- Sybase Adaptive Server Enterprise
- Teradata